# Предупреждающие знаки

(ранее)
(ранее)
и

Предупрежда́ющие зна́ки — информирующие водителя о приближении к участку дороги, на котором участник движения подвергается какой-либо опасности, для защиты от которой требуется принятие определённых мер.
В России большинство знаков треугольной формы, углом вверх. Фон знаков — белый, на нём нанесены чёрные рисунки, символизирующие опасный фактор, и красная окантовка. Они устанавливаются за 50—100 м до опасного участка в населённых пунктах, или 150—300 м вне населённых пунктов. В случае, если расстояние до опасного участка иное, знаки устанавливаются вместе с табличками 8.1.1. Также знаки 1.1, 1.2, 1.9, 1.10, 1.23 и 1.25 устанавливаются повторно за 50 м до опасного участка, а знаки 1.23 и 1.25 в населённых пунктах — непосредственно перед опасным участком.
Знаки 1.3 и 1.4 устанавливаются совместно со знаками 1.1 и 1.2. Знак 1.3 информирует о количестве путей железной дороги, а знак 1.4 — о расстоянии до железнодорожного переезда. Знаки 1.34 устанавливаются на закруглениях дороги с ограниченной видимостью и указывают направление поворота.
Нумерация предупреждающих дорожных знаков соответствует ГОСТу Р 52290-2004.
Во многих странах предупреждающие знаки имеют аналогичный дизайн, но цвет фона может быть как белым, так и жёлтым или янтарным. В США, Канаде, Ирландии, странах Латинской Америки, Японии, Таиланде, Малайзии, Индонезии, Австралии и Новой Зеландии приняты предупреждающие знаки другого вида: они представляют собой повёрнутый на 45 градусов квадрат жёлтого цвета с чёрной каймой, у которого одна из диагоналей проходит вертикально. Обозначения на таких знаках могут быть не только в виде идеограммы, но и в виде текстового описания опасности — в частности, в США многие предупреждающие знаки имеют только текст, предупреждающий участников дорожного движения о приближении к опасности.

## Примеры

### Россия

1.1 - Железнодорожный переезд со шлагбаумом
1.3.1 - Однопутная железная дорога
1.22 - Пешеходный переход
1.31 - Тоннель
1.11.1 - Опасный поворот
1.13 - Крутой спуск
1.8 - Светофорное регулирование
1.25 - Дорожные работы

### Швеция

Железнодорожный переезд со шлагбаумом.
Однопутная железная дорога (горизонтальная) и (вертикальная).
Пешеходный переход.
Тоннель.
Опасный поворот.
Крутой спуск.
Светофорное регулирование.
Дорожные работы.

### США

Приближение к перекрёстку с установленным знаком «STOP»
Приближение к перекрёстку с установленным знаком «Уступи дорогу»
Приближение к участку с ограничением скорости
Светофорное регулирование
Внимание на знак впереди, водитель
Приготовьтесь к возможной остановке
Приближение к зоне ограничения скорости

### Япония

Опасные повороты
Переезд
Переезд
Дети
Светофорное регулирование
Скользкая дорога
Падение камней